# Auletobius
Auletobius — род жесткокрылых семейства букарок.

## Описание
Жуки небольших размеров с коротким телом, надкрылья не имеют точечных бороздок.

## Экология
Личинки развиваются в бутонах и цветах, главным образом розоцветных.

## Виды
Некоторые виды рода:
- Auletobius convexifrons (Wollaston, 1864)
- Auletobius cylindricollis (Wollaston, 1864)
- Auletobius maculipennis (Jacquelin du Val, 1854)
- Auletobius maderensis (Wollaston, 1854)
- Auletobius maroccanus Hoffmann, 1953
- Auletobius politus (Lepeletier & Serville, 1825)
- Auletobius pubescens (Kiesenwetter, 1851)
- Auletobius sanguisorbae (Schrank, 1798)